# Ludovic Alleaume

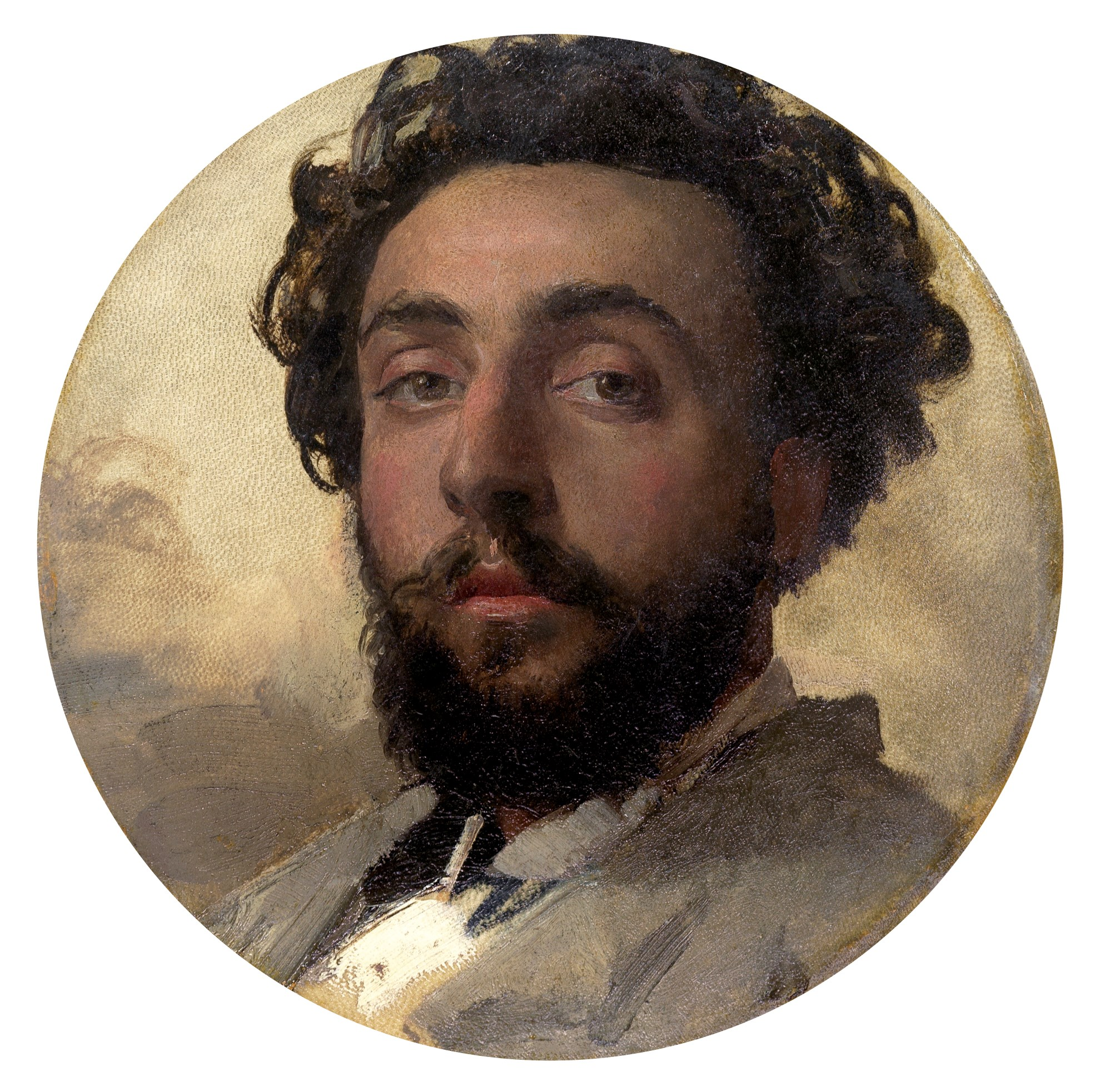
Ludovic Alleaume: Selbstporträt

Ludovic René Alleaume (* 24. März 1859 in Angers; † 14. Januar 1941 in Paris) war ein französischer Maler, Holzschneider, Lithograf und Glasmaler.
Ludovic Alleaume wurde als eines von neun Kindern von Auguste Symphorien Alleaume (1821–1895) und Rose geb. Hodée (1827–1909) geboren. Er begann seine Ausbildung an der Kunstschule von Angers bei Eugène Brunclair. Danach studierte er an der École des beaux-arts in Paris bei Ernest Hébert und Luc-Olivier Merson.
Von 1883 bis 1938 zeigte er seine Werke auf dem Salon des Artistes Français. Im Jahr 1888 verbrachte er zwei Monate in Palästina, kehrte 1890 für ein Jahr dorthin zurück. Seine Studien in und um Jerusalem führten zu einer Reihe orientalistischer Bilder. In Paris stellte er seine Arbeiten ab 1894 bei der Société des Peintres-Lithographes aus.
Im Jahr 1927 wurde er Ritter der Ehrenlegion, 1934 wurde er zum Vizepräsidenten der Société des Artistes Français gewählt. Er lieferte auch Illustrationen für Le Monde illustré, die Revue de Bretagne und die Revue de l’Anjou.
Sein Bruder Auguste Alleaume (1854–1940) betrieb eine Werkstatt für Glasmalerei in Laval (Mayenne). Ludovic entwarf für ihn Vorlagen für Bleiglasfenster in der Kirche St.-Nikolaus in Craon und auch für Kirchen in Laval und anderen Orten im Département Mayenne, in Bourgon, Chailland, Cuillé, Désertines, Fougères, Larchamp sowie in Saint-Cloud und Saint-Germain-en-Laye.
Das Schaffen des Künstlers war äußerst vielfältig. Einige seiner Bilder zeigen eine präzise Konturenschärfe, andere sind im Nebel verschwommen.

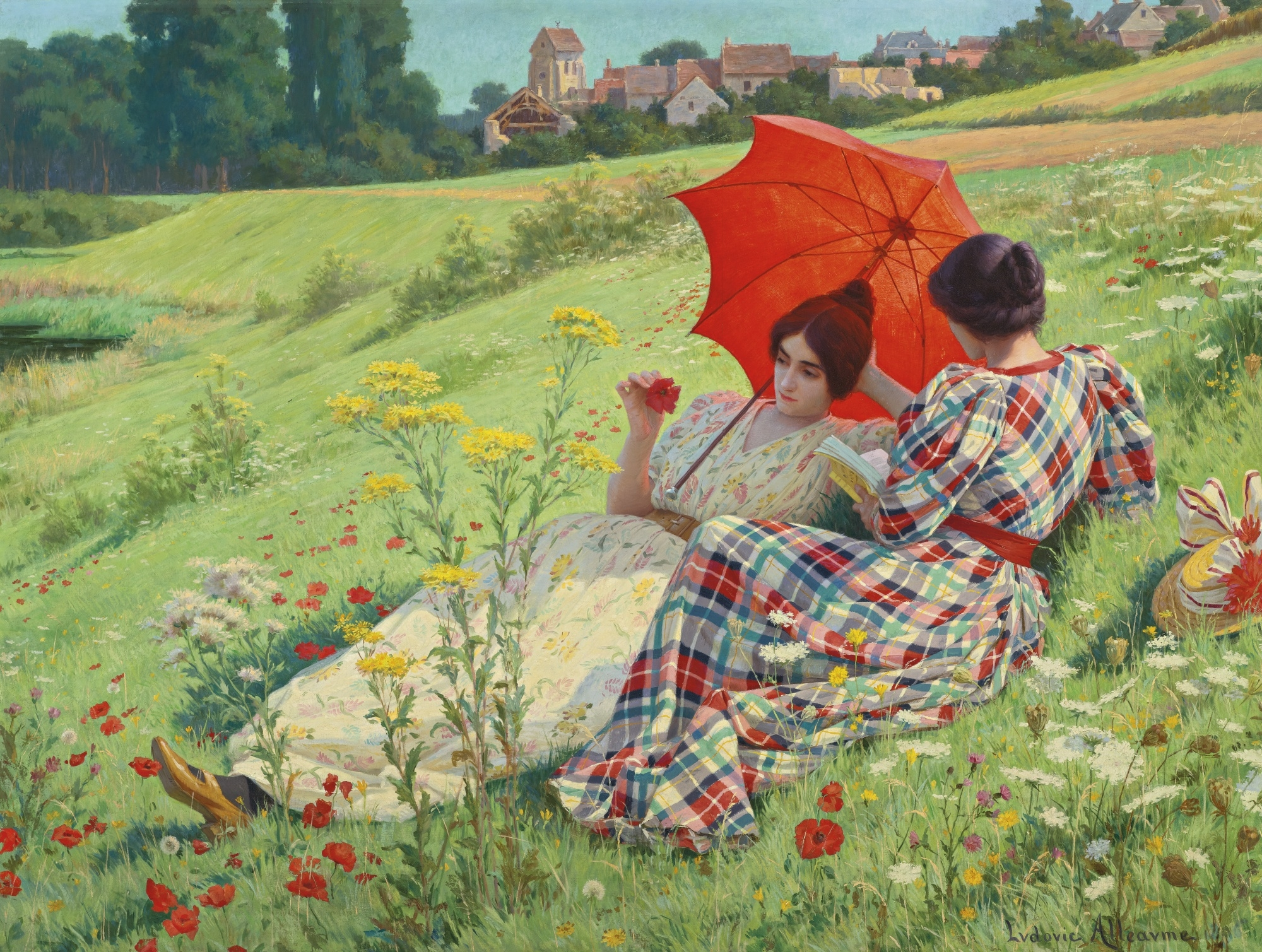
Auf dem Lande
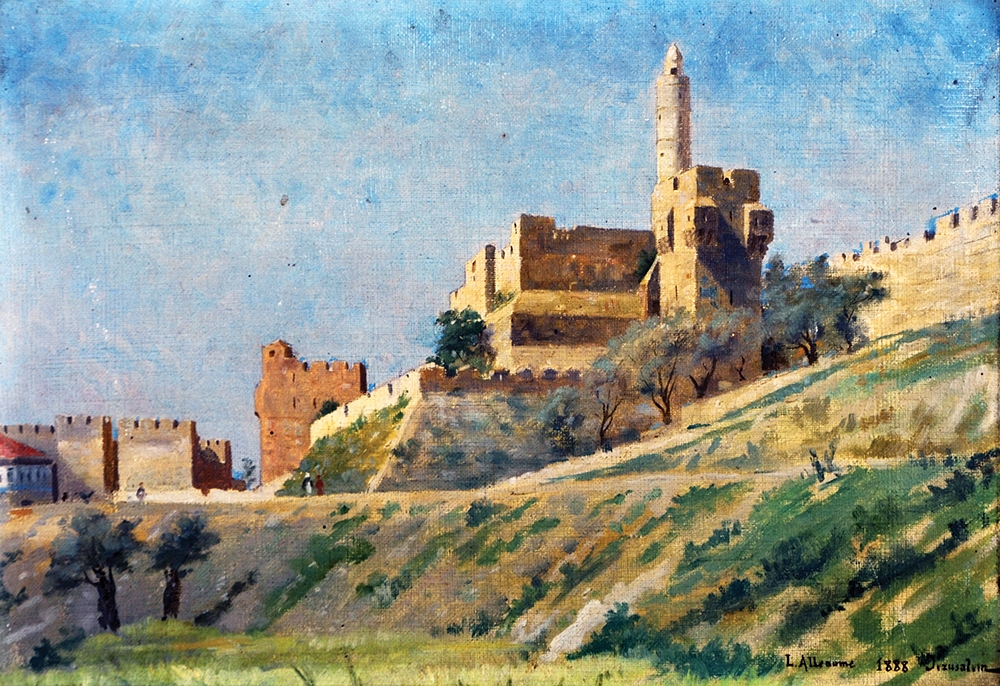
Jerusalem
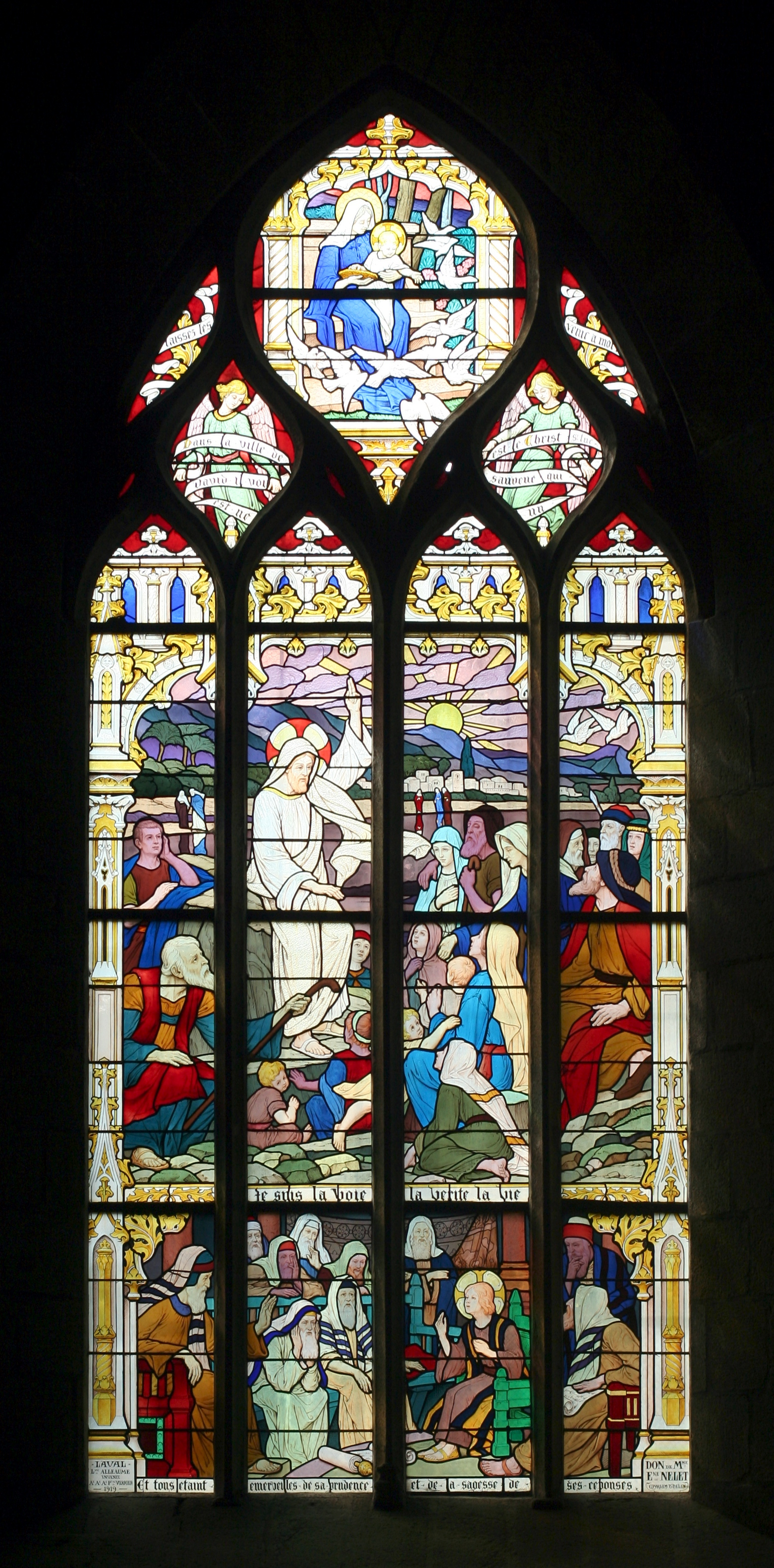
Glasfenster in der Kirche St. Sulpice in Fougères
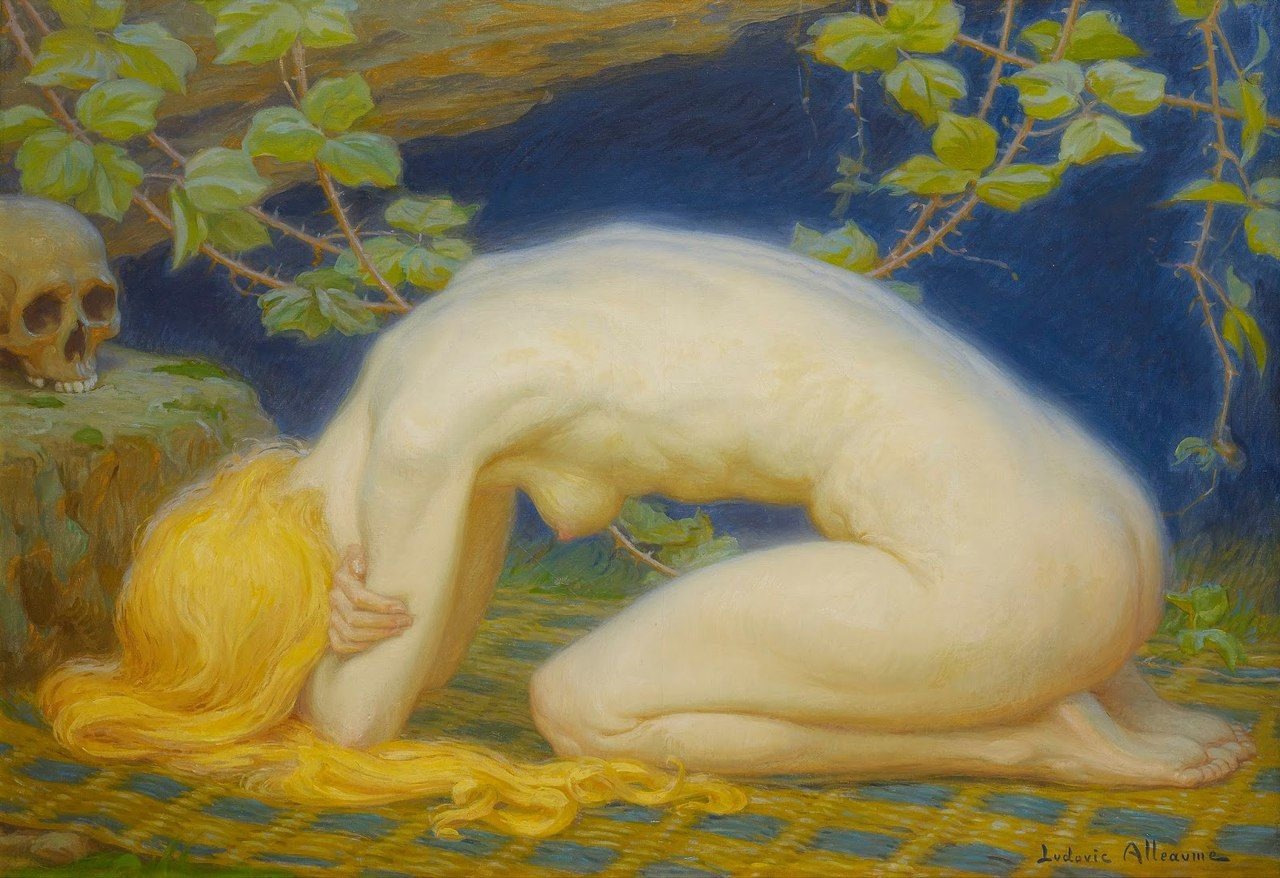
Maria Magdalena
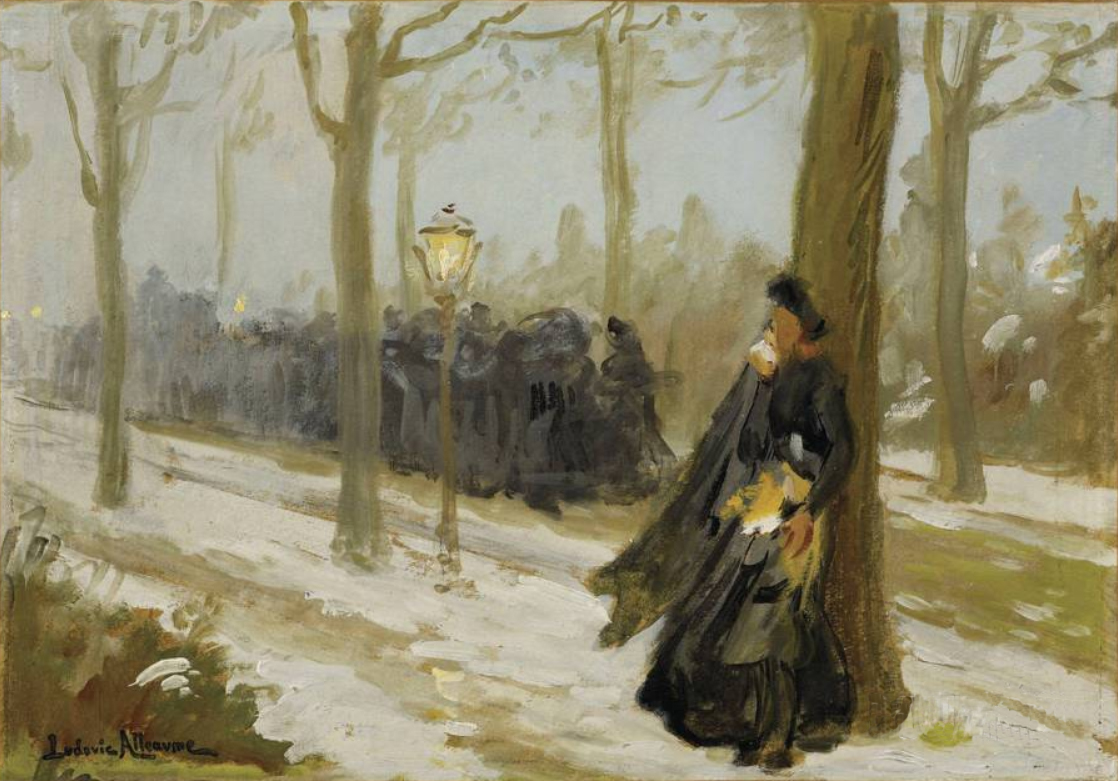
Die Trauernde